# John Betts (homme politique canadien)
Pour les articles homonymes, voir John Betts et Betts.
John Willis Betts, né le 17 février 1949 à Moncton, est un enseignant et un homme politique canadien. 
Il représente la circonscription de Moncton-Crescent à l'Assemblée législative du Nouveau-Brunswick de 1999 à 2014 sous la bannière du Parti progressiste-conservateur du Nouveau-Brunswick.

## Biographie
Après avoir effectué des études secondaires du Moncton High School, Betts obtient son diplôme du New Brunswick Teachers’ College en 1969. Il reçoit la médaille Birks en leadership et fréquente le Gordon College de Boston grâce à une bourse d’études pour le hockey. Il y obtient un baccalauréat en sciences en 1972. Il est aussi titulaire d’un baccalauréat en éducation et d’une maîtrise en éducation (administration scolaire) de l’Université de Moncton Il a enseigné la musique pendant 28 ans dans les écoles anglophones de la région de Moncton, dont 22 passées à titre de coordonnateur de la musique du district scolaire 2. Il est aussi directeur musical dans deux églises baptistes de Moncton.
John Betts est membre du Parti progressiste-conservateur du Nouveau-Brunswick et est impliqué de longue date dans le domaine municipal. Il est élu conseiller municipal de la ville de Moncton à 5 reprises : en 1986, 1989, 1992, 1995 et 1998, avant son élection comme député. Il est élu député de Moncton-Crescent pour la première fois lors de l'élection générale néo-brunswickoise de 1999, puis réélu en 2003, 2006 et 2010,.
Au cours de sa carrière politique provinciale, il est président du caucus des députés de son parti et vice-président de l'Assemblée législative entre 2003 et 2006. Au cours de son troisième mandat passé dans l'opposition, il est le porte-parole de l'Opposition en matière d'environnement. Il préside également le comité des comptes publics.